# Nils Engström (präst)
Nils Engström, född 16 maj 1706 i Flisby församling, Jönköpings län, död 12 mars 1799 i Skedevi församling, Östergötlands län, var en svensk präst.

## Biografi
Nils Engström föddes 1706 i Flisby församling. Han var son till bonden Sven Nilsson och Kirstin Boosdotter på Södra Sönneränga. Engström blev höstterminen 1730 student vid Uppsala universitet och prästvigdes 29 april 1738. Han blev 1739 huspredikant på Kyleberg i Svanshals socken och 1741 komminister i Simonstorps församling. Enström blev 22 oktober 1770 kyrkoherde i Skedevi församling och slutade där 22 oktober 1796. Han avled 1799 i Skedevi församling som Linköpings stifts senior.

### Familj
Engström gifte sig 6 oktober 1743 med Hedvig Maria Rivelius (1725–1809), som var dotter till kyrkoherden Georg Rivelius och Christina Lenning i Råby-Rönö församling. De fick tillsammans barnen kyrkoherden Georg Engström i Kristbergs församling, Christina Engström (1748–1821) som var gift med kyrkoherden Haquin Ekenborg i Svennevads församling, Eleonora Engström (född 1750) som var gift ned brukskamreren Anders Lars Åhrberg på Skogaholm, Svennevads socken, kyrkoherden Swen Engström (1757–1826) i Skedevi församling och Nicolaus Engström (1761–1763).